# Pinchas Sapir
Pinchas Sapir (hebrejsky: פנחס ספיר, rodným jménem Pinchas Kozlovski; 15. října 1906, Suwałki – 12. srpna 1975) byl izraelský politik během prvních tří desetiletí po založení státu. Zastával dva ministerské posty, ministra financí (1963–1968 a 1969–1974) a ministra průmyslu a obchodu (1955–1965 a 1970–1972), stejně jako jiné významné vládní funkce. Kvůli jeho neochvějnému úsilí na podporu izraelského ekonomického rozvoje v dobách formování státu je často považován za otce izraelské ekonomiky.
V době, kdy zastával úřad ministra byl mladý stát ekonomicky izolovaný od svých sousedů a jeho státní rozpočet významně zatěžovaly vojenské výdaje a výdaje spojené s absorpcí velkého množství židovských imigrantů, kteří přišli do Izraele. Sapir neúnavně pracoval na přilákání zahraničních investic do Izraele a často osobně povzbuzoval a lákal podnikatele z celého světa, aby v Izraeli zřídili své továrny a podniky. Je znám, že s sebou při svých cestách neustále nosil černý kufřík, v němž měl uložené své poznámky týkající se ekonomických otázek, které zaznamenal během svého cestování po Izraeli. Často se také říkalo, že tehdy byla celá izraelská ekonomika řízena z tohoto slavného černého kufříku.
Přestože byl někdy kritizován za zbytečné poskytování ochrany bohatým investorům a praktikování přílišně centralizované státní kontroly, byl uznáván jako muž činu, který jednal vždy v nejlepším zájmu vůči izraelské ekonomice a společnosti. Za jeho funkčního období ve skutečnosti došlo k velkému ekonomickému růstu, který v některých dobách překračoval 10% růst, a to navzdory výzvám, kterým Izrael čelil vně i mimo své území. Z toho důvodu je často považován za jednoho z nejlepších ministrů financí, kterého Izrael kdy měl.
Sapir žil dlouhá léta až do své smrti ve skromném bytě ve městě Kfar Saba. Zemřel 12. srpna 1975 na srdeční záchvat, který utrpěl při slavnostní návštěvě mošavu Nevatim. V Knesetu jeho křeslo zaujal Ja'akov Frank. O tři roky později byl na jeho počest pojmenována vesnice Sapir. Jeho jméno také nese vysoká škola Sapir Academic College u města Sderot v jižním Izraeli nebo čtvrť Ramat Sapir v Haifě.